# 소닉 메가 컬렉션
《소닉 메가 컬렉션》(Sonic Mega Collection)은 2002년 게임큐브로 나온 모음집이다. 소닉 더 헤지호그 1(16비트), 소닉 더 헤지호그 2, 소닉 더 헤지호그 3, 소닉&너클즈, 소닉 스핀볼, 소닉 3D 블래스트, 플리키, 리스타, 닥터 로보트닉의 민빈 머신을 수록하고 있다. 2004년에는 플레이스테이션2와 XBOX로는 소닉 메가 컬렉션 플러스로 발매하였고 전작과 달리 게임기어 타이틀이 수록되었다. 또한 소닉 히어로즈 제작영상이 수록되어 있고 출시후에는 구입한 소프트웨어를 세이브파일과 연동하면 특정 게임을 해금할 수 있다. 2006년에는 마이크로소프트 윈도우용으로 출시하였다.